# Episodi di The Bold Type (quinta stagione)
La quinta ed ultima stagione della serie televisiva The Bold Type, composta da 6 episodi, è stata trasmessa in prima visione assoluta dalla rete televisiva statunitense Freeform dal 26 maggio al 30 giugno 2021.
In Italia la stagione è stata trasmessa su La 5, dall'8 al 12 luglio 2022.
| n° | Titolo originale                | Titolo italiano                        | Prima TV USA   | Prima TV Italia |
| -- | ------------------------------- | -------------------------------------- | -------------- | --------------- |
| 1  | Trust Fall                      | Esercizio di fiducia                   | 26 maggio 2021 | 8 luglio 2022   |
| 2  | The Crossover                   | Il crossover                           | 2 giugno 2021  | 8 luglio 2022   |
| 3  | Rolling into the Future         | Un salto nel futuro                    | 9 giugno 2021  | 11 luglio 2022  |
| 4  | Day Trippers                    | Sballo diurno                          | 16 giugno 2021 | 11 luglio 2022  |
| 5  | Don't Turn Away                 | Non voltarti                           | 23 giugno 2021 | 11 luglio 2022  |
| 6  | I Expect You to Have Adventures | Mi aspetto che tu viva delle avventure | 30 giugno 2021 | 12 luglio 2022  |